# Anthony Castro
Anthony Silfredo Castro (nacido el 13 de abril de 1995) es un lanzador de béisbol profesional venezolano que es agente libre. Ha jugado en las Grandes Ligas de Béisbol (MLB) para los Tigres de Detroit, los Azulejos de Toronto y los Guardianes de Cleveland.

## Carrera profesional

### Tigres de Detroit
Castro firmó con los Tigres de Detroit como agente libre internacional en julio de 2011 y pasaría todo el 2012 y 2013 con los Tigres de VSL. En 2014, jugó para los GCL Tigers y luego registró un récord de 6-3 y una efectividad de 4.10 en trece juegos, con doce aperturas. Sin embargo, se perdería todo el 2015 como resultado de la cirugía Tommy John y pasó el 2016 con los GCL Tigers, finalmente haciendo su debut en la organización de los Tigers de temporada completa en 2017 con los West Michigan Whitecaps. Esa temporada registró un récord de 10-6 con una efectividad de 2.49 como titular, y solo permitió que los oponentes le batearan .226.
Impresionó en 2018 con los Lakeland Flying Tigers con un récord de 9-4, efectividad de 2.93 y 101 ponches, el máximo de su carrera. Obtuvo una breve llamada de dos semanas esa temporada a los AA Erie SeaWolves, donde comenzó tres juegos y regresó a Lakeland con una efectividad de 8.10, pero solo permitió un promedio de .229. En 2019, Castro pasaría la temporada con Erie y comenzaría a lanzar desde el bullpen. Sin embargo, luego de cuatro apariciones, volvería a un rol como titular. Ganó notoriedad dentro de la organización de los Tigres al mantener a su oponente en un promedio de .207, el más bajo de su carrera, y ganaría un lugar entre los veinte mejores prospectos de los Tigres para la actualización de mitad de temporada de la lista organizacional de MLB.com. Castro volvió a firmar después de convertirse en agente libre de ligas menores el 7 de noviembre de 2019.
Castro se agregó a la lista de 40 hombres de los Tigres después de la temporada 2019. Castro hizo su debut en las Grandes Ligas el 27 de julio de 2020, pero permitió un jonrón de dos carreras en una entrada de trabajo.

### Azulejos de Toronto
El 7 de diciembre de 2020, los Toronto Blue Jays reclamaron a Castro de las exenciones. El 21 de enero de 2021, Castro fue designado para asignación por los Azulejos luego de la firma de Tyler Chatwood. Castro fue destituido el 27 de enero. El 14 de abril de 2021, Castro fue seleccionado para la lista activa.

### Guardianes de Cleveland
El 7 de abril de 2022, los Azulejos cambiaron a Castro a los Guardianes de Cleveland a cambio de Bradley Zimmer. Castro fue designado para asignación el 1 de septiembre de 2022.

### Orioles de Baltimore
El 3 de septiembre de 2022, los Orioles de Baltimore reclamaron a Castro de las exenciones.